# François de Mouxy de Loche
François de Mouxy de Loche (que l'on trouve é), né le 29 janvier 1756 à Grésy-sur-Aix (duché de Savoie) et mort le 4 mars 1837 à Chambéry, est un officier savoyard, entomologiste, et historien régional. Il est l'un des fondateurs de l'Académie des sciences, belles-lettres et arts de Savoie, en 1820.

## Biographie

### Origines

Les armes de François de Mouxy de Loche se blasonnent ainsi : Ecartelé, aux 1 et 4 échiqueté d'or et d'azur de quatre traits ; aux 2 et 3 de gueules, au sautoir d'or.

François de Mouxy de Loche est né le 29 janvier 1756, à Grésy-sur-Aix. 

### Carrière militaire
Sa carrière militaire d'officier du duché de Savoie débute en Tarentaise. À l'époque de la Révolution française, il commande les places de Mortara et d'Aqui, qu'il livre aux troupes françaises en 1798 sur ordre du roi Charles-Emmanuel IV de Savoie. Malgré les propositions du Directoire, il reste à Turin jusqu'en 1805. Il rentre ensuite à Chambéry.
Avec la restauration de la dynastie de Savoie-Piémont-Sardaigne, il est nommé en 1814 par Victor-Emmanuel Ier de Savoie commandant du duché et de la ville d'Aoste jusqu'à sa retraite. Il obtient ensuite le grade honorifique de major-général de l'armée sarde et il est décoré en 1817 de l'ordre des Saints-Maurice-et-Lazare.

### Sociétés savantes
François de Mouxy de Loche fut membre de nombreuses sociétés savantes :
- Académie agricole de Turin (reçu le 4 février 1792).
- Société des naturalistes et des beaux-arts de Genève (reçu le 5 mars 1805).
- Académie royale des sciences de Turin (reçu le 27 janvier 1819).
- Chambre d'agriculture et de commerce de Chambéry, dont il sera le vice-président.
- Commission royale de diplomatique (reçu le 4 mai 1823).
- Académie royale des beaux-arts de Paris (reçu le 10 mai 1826)[2].
- Académie des belles-lettres, sciences et arts économiques de la vallée tibérienne de Toscane (reçu le 12 juillet 1833).
- Société d'encouragement pour l'industrie de Turin (reçu le 25 mai 1836).
- Société entomologique de France (reçu le 16 novembre 1836)[2].
- Société d'agriculture de Genève (26 novembre 1836).
- Députation pour les études sur l'histoire nationale (brevet royal du 20 avril 1833).

Il est surtout l'un des fondateurs de l'Académie des sciences, belles-lettres et arts de Savoie, en 1820, avec ses amis le sénateur comte Xavier de Vignet, Georges-Marie Raymond et le cardinal Alexis Billiet. Il souhaitait ainsi doter le duché de Savoie d'une académie identique à l'Académie royale des sciences de Turin dont il était membre. Il en sera le 1er président d'avril 1820 jusqu'à sa mort en 1837.
Il fonde aussi la Chambre d'agriculture et de commerce de Chambéry en 1825.

## Œuvres
La plupart de ses travaux sont consacrés à l'entomologie, publiés dans les différentes sociétés auxquelles il appartient. Grillet intègre d'ailleurs une notice dans son Dictionnaire historique, littéraire, et statistique des départements du Mont-Blanc et du Léman (1807), indiquant : « Ses ouvrages sur les abeilles et papillons, dont il a décrit plusieurs espèces inconnues, ses recherches sur les antiquités de sa patrie, l'ont fait connaître avec avantage parmi les observateurs de la nature et les antiquaires distingués ».
- Histoire de Grésy-sur-Aix, Bottero (A.), Chambéry, 1874
- Histoire d'Aix-Les-Bains, Imprimerie savoisienne, Chambéry, 1898
- Liste de ses ouvrages et articles, in Sabaudia.org

François de Mouxy de Loche est aussi « prieur de la Chartreuse de Collegno, près Turin, qui a composé plusieurs livres de dévotion ».